# Ngapi
Ngapi (birmano: ငါးပိ /ŋəpḭ/, literalmente "pescado prensado"), anteriormente también escrito ngapee, nga-pee, y gnapee, es una pasta picante hecha de pescado o camarón en la cocina birmana. 
El ngapi generalmente se elabora fermentando pescado o camarones que se salan y muelen y luego se secan al sol. Existen muchas variaciones ya que el término ngapi se aplica solo al contenido. Al igual que el queso, se puede distinguir según el ingrediente principal y el origen regional el ngapi se puede distinguir a partir del tipo de pescado que se utiliza para elaborarlo. El ngapi puede provenir de pescado entero (como ngapi kaung), de peces pequeños (mhyin ngapi) o de langostinos. El ngapi es un ingrediente principal de la cocina del bajo Birmania y se utiliza como condimento o aditivo en la mayoría de los platos. El ngapi crudo no está destinado al consumo directo.
En otras partes del Sudeste Asiático, una forma malaya de la salsa conocida como balachong o balachaung es más popular.

## Usos
Ngapi es un ingrediente principal de la cocina de la Baja Birmania de las provincias costeras marítimas del oeste y el sur. (No es un ingrediente principal en las cocinas tradicionales de la Alta Birmania (Birmania, Shan, etc.), aunque la mejora del transporte en la era moderna ha ayudado a aumentar la popularidad del ngapi en la Alta Myanmar). Se usa en una amplia variedad de platos y se come de muchas maneras: se puede comer solo, como ngapi horneado o asado, como una preparación acuosa llamada ngapi yay (ငါးပိ ရည် /ŋəpḭjè/), como ensalada, como una mezcla machacada con chile o frita como balachong. También se utiliza como base de sopa y en platos principales.

## Variaciones

### Variantes regionales
- Rakáin Ngapi (ရခိုင်ငါးပိ) - El ngapi del Estado Rakáin contiene muy poca o ninguna sal. Utiliza principalmente peces marinos, dado que los arakaneses son un pueblo marinero. Rakáin ngapi se utiliza como base de sopa para el plato "nacional" característico de Rakáin, Mont Di (မုန့်တီ). Como otros ngapi, se usa mucho en la cocina.
- En las regiones de Ayeyarwady y Tanintharyi, la mayoría del ngapi se produce a partir de peces de agua dulce. Los ngapi suelen contener mucha sal añadida. Esta forma de ngapi está más disponible en Myanmar y la población birmana está más acostumbrada al ngapi más salado que a la versión de Rakáin. El ngapi de Myeik es muy conocido y es más salado que los de la región.

## Otros platos ngapi
La versatilidad de ngapi se refleja en el colorido mosaico que la gente de Myanmar ha desarrollado para consumir ngapi.
- Ngapi daung (ငါးပိထောင်း, ngapi pulverizado) - el ngapi se hornea o se asa en una sartén sin aceite. Dependiendo de la región y la preferencia familiar, el ngapi se coloca en un mortero de piedra y se machaca con ajo y chile rojo o verde.
- Ngapi yay (ငါးပိရည်, ngapi que moquea) - una parte esencial de la cocina de Karen. En el idioma S'gaw Karen, esto se conoce como nya-u-htee (S'gaw Karen: ညၣ်အူထံ). El ngapi (ya sea pescado o camarones, pero se usa principalmente ngapi de pescado entero) se hierve con cebollas, tomate, ajo, pimienta y otras especias. El resultado es una salsa similar a un caldo de color gris verdoso, que llega a todas las mesas de comedor birmanas. Verduras y frutas frescas, crudas o blanqueadas (como menta, repollo, tomates, mangos verdes, manzanas verdes, aceitunas, chile, cebollas y ajo) se sumergen en el ngapi yay y se comen. A veces, en familias menos acomodadas, ngapi yay constituye el plato principal y también la principal fuente de proteínas.
- Ngapi thoke (ငါးပိသုပ်, ensalada ngapi) - una ensalada (un thoke) hecha con ngapi diluido en jugo de lima o limón y mezclado con cebolla picada y chile.
- Ngapi gyet (ငါးပိချက်, ngapi cocido) - ngapi cocinado con aceite y dependiendo de la disponibilidad estacional de frutas y verduras, como tomate, mango, ají, mayanthee (ciruela mariana), tamarindo, etc.
- Ngapi kyeik (ငါးပိကြိတ်, ngapi molido) - un condimento rakáin donde el rakáin ngapi horneado se mezcla con ají verde grande y ajo. También se le llama Ngayote kyeik (chile molido)
- Ngapi gaung (ငါးပိကောင်, pescado entero ngapi) - un tipo de pescado salado fermentado relativamente seco, generalmente destripado con la cabeza. Por lo general, fritos y servidos con chiles rojos secos triturados fritos y ajo machacado.
- Pè ngapi (ပဲငါးပိ), de las tierras altas de los estados de Shan, el ngapi se elabora a partir de semillas de soja fermentadas, también llamadas pè bohk. Aunque carece de productos de pescado o langostinos, se llama ngapi. Pè ngapi se utiliza como aromatizante y condimento en la cocina Shan y Birmana. También se puede utilizar para hacer curry.

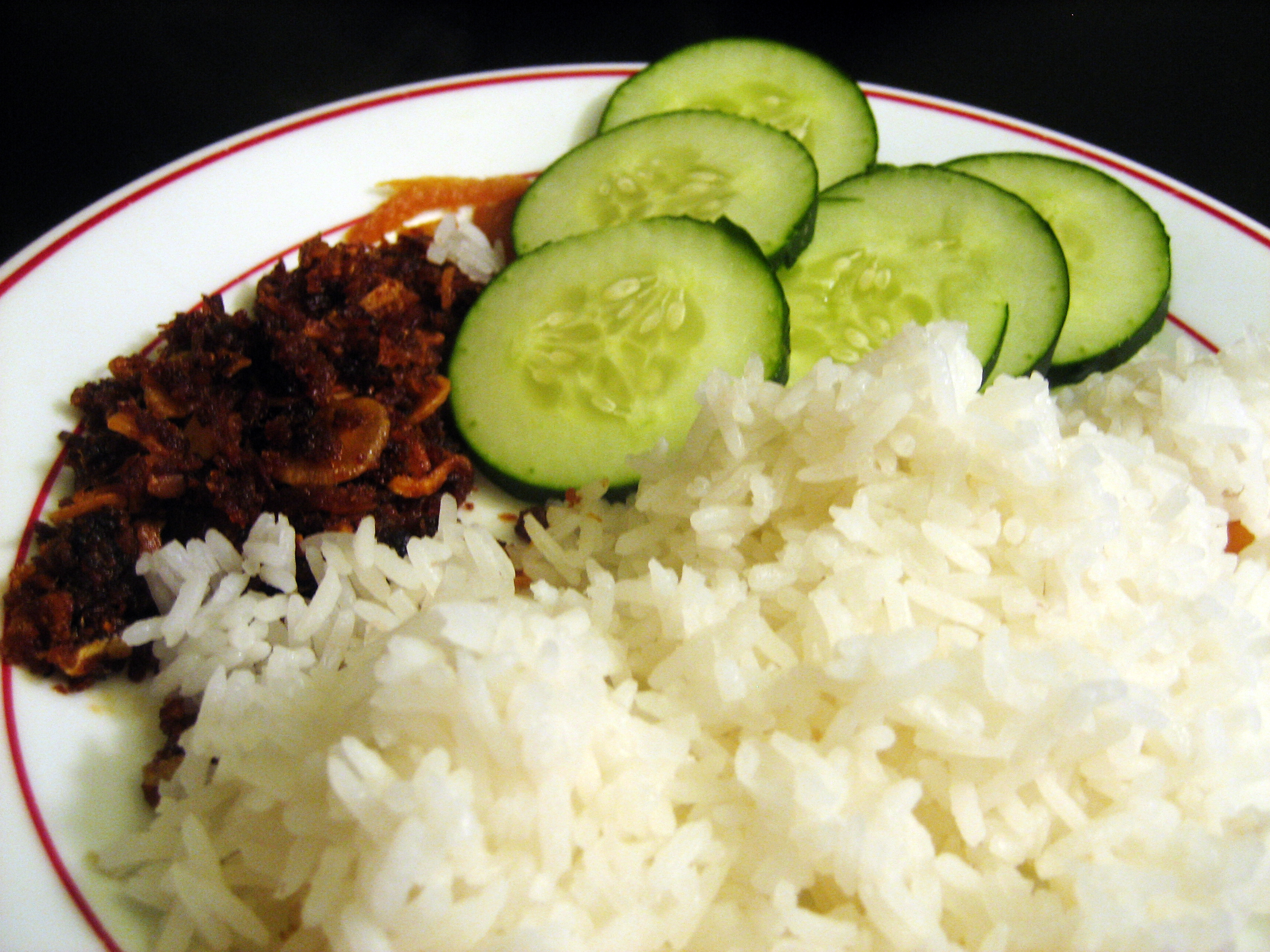
Ngapi kyaw con arroz

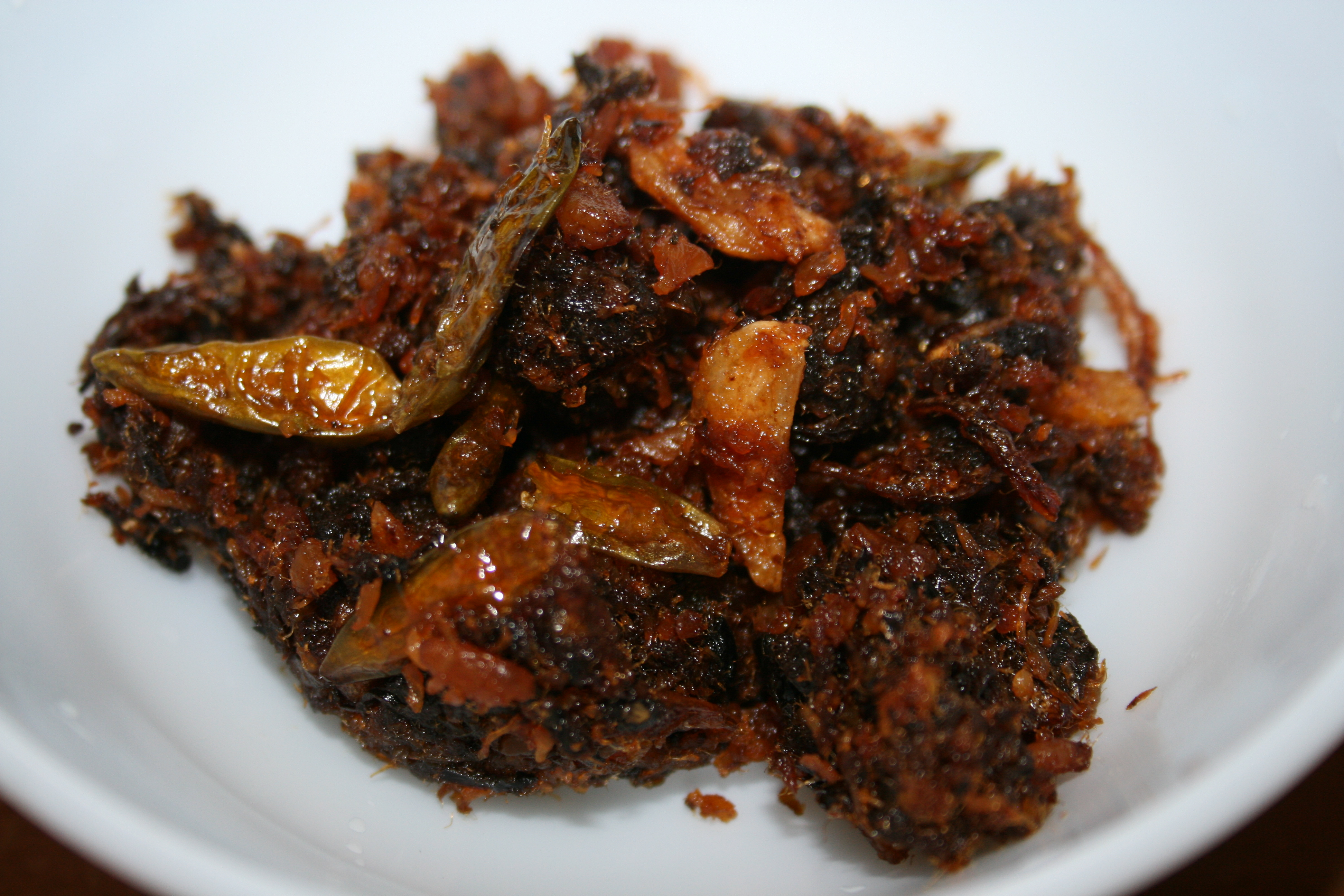
Tamarindo casero ngapi kyaw

- Ngapi kyaw (ငါးပိကြော်; también ngapi gyaw, ngapi frito), varios tipos de ngapi que se fríen con una amplia variedad de ingredientes, principalmente hojuelas de camarón desmenuzado, cebolla, ajo y chile. La textura puede variar desde similar a una mermelada hasta seda (balachong), y el sabor varía según el hogar, restaurante o monasterio individual. Ngapi gyaw casi siempre está presente en ahlus (ceremonias de limosna) en los monasterios birmanos. Es posible que algunos 'ngapi kyaw' no contengan ngapi en absoluto.

## Nutrición
Como el ngapi está hecho de pescado, camarones o frijoles, es una fuente de proteínas. El ngapi elaborado con pescado marino y langostinos también proporciona una fuente de yodo (que es abundante en todos los mariscos): esto posiblemente sea beneficioso para aquellos consumidores del interior cuya dieta puede ser deficiente en yodo y que no tienen acceso a la sal yodada. Debido al alto contenido de sal que entra en la preparación, el ngapi, como todos los alimentos ricos en sal, debe consumirse con moderación en pacientes con hipertensión sensible a la sal.